# 豐原客運豐原站
豐原客運豐原站位於台中市豐原區三民路46號，為豐原客運總部所在地，為台中市山線最重要的客運站，並有往台中、大甲、東勢、卓蘭、谷關、梨山的班車。

## 服務路線

### 台中市公車
| 路線編碼    | 營運路線                           | 備註 |  |  |
| 90          | 豐原－東勢高工                     | 經葫蘆墩文化中心、豐原高中、豐陽國中、石岡市區、土牛、東新國中                                                                                                |  |  |
| 90延        | 豐原－和平衛生所                   | 經上/下城、大茅埔 |  |  |
| 92          | 豐安環線（豐原－大安國中）         | 經豐原國中、下后里、后里區公所、外埔市區、大甲高中、大甲車站、大安區圖書館、大安區公所、大安港                                                                |  |  |
| 202         | 豐富公園－樹德路－豐原             | 經臺中女中、精武車站、慈濟醫院、鐮村里、豐原區公所 |  |  |
| 203         | 豐富公園－新田－豐原               | 經一中商圈、東山路、豐南國中 |  |  |
| 206         | 豐原－東勢高工                     | 經翁子、石岡 |  |  |
| 207         | 和平山環線（豐原－谷關）           | 經翁子、石岡、東勢 |  |  |
| 208         | 豐原－卓蘭                         | 經翁子、石岡 往豐原班次皆繞駛東勢高工 |  |  |
| 209         | 豐原－東勢林場                     | 經翁子、石岡 往豐原班次皆繞駛東勢高工 |  |  |
| 211         | 豐原－土城－大甲體育場             | 經后里區南村路、泰安、土城、大甲高工 |  |  |
| 212         | 豐原－水美－大甲體育場             | 經三清總道院 |  |  |
| 213         | 豐原－下后里－大甲體育場           | 經月眉糖廠 |  |  |
| 215         | 豐原－麗寶樂園－大甲體育場         | 不經后里區公所 |  |  |
| 223         | 豐原－公老坪頂                     | 經廟東夜市、南陽國小、豐原醫院、豐原監理站、豐原高中、豐原高爾夫球場                                                                                          |  |  |
| 227         | 豐原－東陽里                       | 經豐東國中、福陽國小 |  |  |
| 235         | 豐原圓環線（豐原－文化中心－豐原） | 右環線先抵達「北環福德祠」 左環線先抵達「新惠生醫院」 經豐原勞保局、豐原高商                                                                                  |  |  |
| 865         | 豐原－梨山                         | 經石岡、東勢、和平、谷關、台8臨37便道 |  |  |
| 900         | 北屯幹線（地方法院－豐原）         | 地方法院端點為光明國中（公館路46巷） 經臺中女中、臺中車站、一中商圈、北新國中、頭家厝車站、潭子車站、弘文中學、豐原高商、廟東夜市                             |  |  |
| 900跳蛙公車 | 光明國中－豐原高中                 | 光明國中端點為光明國中(公館路46巷) 經臺中女中、臺中車站、一中商圈、北新國中、頭家厝車站、潭子車站、弘文中學、豐原高商、廟東夜市、豐原車站、豐村國小、豐原高中 |  |  |

### 國道客運
| 編號 | 路線       | 備註                       |
| 6606 | 豐原－台北 | 行經后里、三義、西湖渡假村 |